# Nana Oforiatta Ayim
Nana Oforiatta Ayim är en ghanansk författare, konsthistoriker och filmskapare.

## Bakgrund
Ofosuaa Ayim växte upp i Tyskland och England, men hennes släkt har rötter i Ghana. Hon studerade ryska språket och politik vid University of Bristol och efter avklarade studier arbetade hon på avdelningen för politiska frågor vid FN i New York. Hon avslutade sin masterexamen i afrikansk konsthistoria vid SOAS University of London.
Oforiatta Ayim kommer från en politiskt aktiv familj i Ghana, Ofori-Attas, vars makt spänner över både historisk och modern tid. Hennes morfar var Nana Sir Ofori Atta I, kungen av Akyem Abuakwa som kallades Ludvig XIV av Afrika, och en annan förfader var JB Danquah, akademikern och politiker som gav Ghana dess namn och startade det politiska partiet som gav landet självständighet.

## Författare
Nana Oforiatta Ayims första roman The God Child publicerades av Bloomsbury Publishing i Storbritannien 2019, USA 2020 och av Penguin Random House i Tyskland 2021. Författaren Ayesha Harruna Attah beskrev boken som en "expansiv och kontemplativ debut, teman om konst, historia, litteratur, film och arv blandas med Mayas uppväxt".

## Konsthistoria
När hon studerade till sin magisterexamen i afrikansk konsthistoria insåg hon att alla termer och begrepp som användes för att beskriva Ghanas konstnärliga uttryck var västerländska. Hennes forskning för inhemska begrepp innebar formandet av Ayan, ett sätt att berätta historia i Ghana; och Afahye, en historisk utställning eller Gesamtkunstwerk-modell. Hon började införliva dem i sitt skrivande om kulturella berättelser, historia och institutioner i Afrika. Hon talar om nya kunskapsmodeller och om museer och tog fram en kurs om detta för Architectural Association School of Architecture.

## Filmer
Nana Oforiatta Ayim blev filmskapare efter att ha arbetat med ekonomen Thi Minh Ngo och filmskaparen Chris Marker för en ny översättning av hans film Les statues meurent aussi från 1954. Hennes filmer är ett blandning av fiktion, reseuppsats och dokumentär och har visats på museer globalt. Dessa inkluderar Nowhere Else But Here på The New Museum, Tied and True på Tate Modern, Jubilee på Kunsthall Stavanger  och Agbako i Los Angeles County Museum of Art (LACMA).